# 八坼街道
八坼街道是中华人民共和国江苏省苏州市吴江区下辖的一个街道办事处。

## 行政区划
八坼街道下辖以下村级行政区划单位：
八坼社区、友联村、练聚村、直港村、农创村、友谊村、新营村、联民村、汤华村、黑龙村和石铁村。